# (33342) 1998 WT24
(33342) 1998 WT24 – planetoida z grupy Atena

## Odkrycie i orbita

Radarowy obraz wykonany w czasie zbliżenia w 2001 roku.

Planetoida ta została odkryta 25 listopada 1998 w programie LINEAR, około 4 miesiące od zbliżenia z Merkurym (w odległości ok. 0,047 j.a.). Jest jedną z najlepiej zbadanych potencjalnie niebezpiecznych asteroid (PHA).
Jej okres obiegu wokół Słońca to nieco ponad 222 dni. Nachylenie jej orbity względem ekliptyki to 7,34°, a mimośród jej orbity 0,42.
(33342) 1998 WT24 znajduje się w strefie wpływu grawitacyjnego Wenus, do której często się zbliża podobnie jak do Merkurego i Ziemi, a jej aphelium jest niewiele większe od średniej odległości Ziemi od Słońca.

## Właściwości fizyczne
16 grudnia 2001 stała się pierwszą potencjalnie niebezpieczną asteroidą obserwowaną z odległości mniejszej niż pięciokrotna odległość Ziemi od Księżyca. Ustalono wtedy, przy użyciu radaru, jej wymiary i prędkość obrotu. Jej średnicę ocenia się na ok. 300–400 m. Obraca się wokół własnej osi raz na niecałe 4 godziny.